# اوتسونومیازوشی

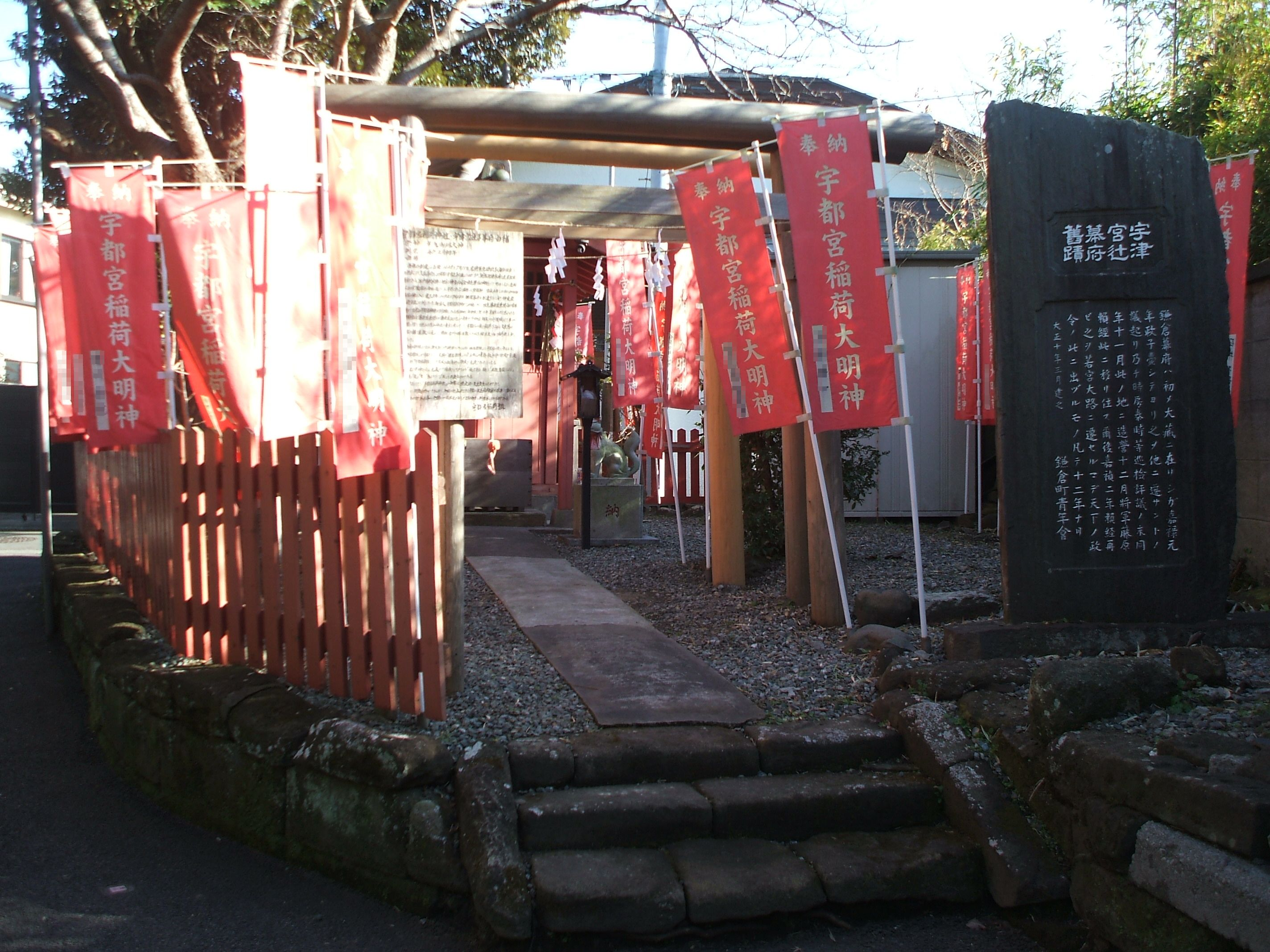

اوتسونومیازوشی (به ژاپنی: 宇都宮辻子 うつのみやずし) یا اوتسونوتسوجیکو، نامی است که در ژاپن به دومین مقر دولت شوگون‌سالاری کاماکورا در استان کاناگاوا داده شده است.
نام مکان مقر اولین مقر در کاماکورا، کاناگاوا، استان کاناگاوا، دفتر دولتی شوگون‌سالاری کاماکورا در ابتدا اوکورا گوشو‏ بود که در اوکورا قرار داشت، اما، توسط شیکن سوم، هوجو یاسوتوکی، به محلی در ۲۰۰ متری شمال اوتسونومیازوشی منتقل شد.
این مکان از سال ۱۲۲۵ تا سال ۱۲۳۶ میلادی مقر و محل اقامت کاماکورا-دونو یا شوگون در شوگون‌سالاری کاماکورا بود.